# Incestophantes duplicatus
Incestophantes duplicatus là một loài nhện trong họ Linyphiidae.
Loài này thuộc chi Incestophantes. Incestophantes duplicatus được James Henry Emerton miêu tả năm 1913.